# Sylvain Amic
Pour les articles homonymes, voir Amic.
Sylvain Amic, né le 26 avril 1967 à Dakar (Sénégal) , est un historien d'art, directeur de musée français, conservateur général du patrimoine.

## Biographie
Sylvain Amic commence sa carrière comme instituteur puis réussit le concours de l’Institut national du patrimoine pour devenir conservateur en 1997.
Il est d'abord conservateur des musées à Montpellier dans les années 2000, où il participe au projet de rénovation et d'extension du musée Fabre.
À partir de 2011, il s'installe à Rouen en prenant la direction des trois musées de la ville, avant de prendre en 2016 la tête de la Réunion des musées métropolitains Rouen Normandie nouvellement créée. Il devient membre de l'Académie des sciences, belles-lettres et arts de Rouen en juin 2016.
En juillet 2022, il est conseiller de la ministre de la Culture Rima Abdul Malak, en charge des musées, des métiers d'art, du design et de la mode.
Le 18 avril 2024, sa nomination est annoncée comme président de l'établissement public du musée d'Orsay et du musée de l'Orangerie, remplaçant Christophe Leribault.

## Décorations
- Chevalier de l'ordre des Arts et des Lettres (2014)[4]

## Publications
- Bohèmes : De Léonard de Vinci à Picasso, Paris, Réunion des musées nationaux-Grand palais, 2012, 384 p. (ISBN 9782711859511)
- Musée des beaux-arts de Rouen : guide des collections, Rouen, Métropole Rouen Normandie : Réunion des musées métropolitains Rouen Normandie ; Silvana Editoriale, 2021, 351 p. (ISBN 9788836640058)